# 鲁恭 (后燕)
魯恭，五胡十六国時代後燕人物。
魯恭在後燕担任高陽王慕容隆司馬。
397年三月，慕容隆跟随皇帝慕容宝北上龙城。慕容隆遍召僚佐，问他们是去龙城还是留在中山。只有魯恭、参軍成岌願去龙城，其他想要留在中山。慕容隆都接受了。
398年七月，長乐王慕容盛除掉了弑杀慕容宝的昌黎王蘭汗，任命魯恭为尚書。